# آتیکوس (فیلسوف)
آتیکوس (حدود ۱۷۵ پس از میلاد) فیلسوف افلاطونی باستان بود که در قرن دوم عصر مسیحیت، در زمان امپراتور مارکوس ائورلیوس زندگی می‌کرد. دوران زندگی او به دوران افلاطونی میانه رسید و یکی از برجسته‌ترین نمایندگان آن بود.
آتیکوس شدیداً ضد فلسفه مشاء بود. از نوشته‌های آتیکوس، که تنها به‌صورت قطعات به‌دست آمده است، می‌توان دریافت که او محافظه‌کار بوده و می‌خواست آنچه را که به‌عنوان آموزه‌های اصلی افلاطون می‌دید، از نفوذ عناصر ارسطویی پاک کند. آتیکوس به‌عنوان مفسر افلاطون، از نظر زبان‌شناختی می‌اندیشید و از تفسیر تحت‌اللفظی، نه استعاری، از آموزه آفرینش افلاطون حمایت می‌کرد. موضع آتیکوس بیانگر نسخه‌ای از افلاطونیسم است که بر اساس آن انحراف از کلام تحت‌اللفظی استاد به‌معنای مخالفت بدعت‌ناپذیر جبران‌ناپذیر است. کار او یک جدل بود که از موقعیت او به‌عنوان اولین دارنده کرسی فلسفه افلاطونی در آتن تحت رهبری مارکوس ائورلیوس سرچشمه می‌گرفت. آتیکوس اصرار داشت که ارسطو خداناباور است، وجود روح را انکار می‌کند و مشیت الهی را رد می‌کند. این امر او را به این باور رساند که جهان آغازی در زمان داشته است.
آتیکوس با رد ابدیت جهان و همچنین با درک خود از عقل فعال و نظریه اشکال، و نیز نگرش ضد ارسطویی خود، موضعی قاطعانه در مخالفت با دیدگاه‌هایی داشت که بعدها بخشی از هسته ایده‌های نوافلاطونی در دوران باستان پسین شد. او بر بسیاری از فیلسوفان مسیحی تأثیر گذاشت، که اغلب عقاید او را با عقاید خود سازگارتر می‌دیدند.